# Тасби, Финис
Финис Тасби (англ. Finis Tasby; 1 февраля 1939 или 1940 года, Даллас, Техас, США  — 2 ноября 2014, Ориндж, Калифорния, США) — американский блюзовый бас-гитарист, певец и автор песен. Номинант Blues Music Awards в номинации «Исполнитель блюза, заслуживающий более широкого признания» (1999), в составе группы The Mannish Boys лауреат Blues Music Awards в номинации «Альбом традиционного блюза» (2013) и многократный номинант в различных номинациях .

## Биография
Финис Тасби родился по разным данным в 1939  или 1940 году  в Техасе. 
В подростковом возрасте играл в местной группе The Blues Blasters на барабанах, но вскоре переключился на бас-гитару. Во второй половине 1960-х стал бас-гитаристом группы The Thunderbirds, выполняя также функции бэк-вокалиста, а затем начал работать с Зи Зи Хиллом, Кларенсом Картером и Лоуэллом Фулсоном, а также с Фредди Кингом, когда он был на гастролях в Далласе. 
В 1973 году переехал в Лос-Анджелес и стал работать в местных клубах, основав группу Finis Tasby Band, которая открывала выступления на гастролях в том числе таких музыкантов, как Би Би Кинг, Перси Мэйфилд и Биг Мама Торнтон . В 1978 году на Big Town Records выпустил свой первый сингл «Get Drunk And Be Somebody», а в 1984 году полноценный LP Blues Mechanic, все песни были авторства Тасби, а сам музыкант исполнил лишь вокальные партии. В 1990-е Тасби выпустил ещё два сольных альбома. В альбоме People Don't Care гостями выступили такие музыканты, как Мик Тейлор и Элвин Бишоп. После выхода альбома  Jump Children!  1998 года, который был записан с участием гитаристов Кида Рамоса и Рика Холмстрома, басиста Ларри Тейлора и барабанщика Ричарда Иннеса, при госте Коко Монтойя, музыкант был номинирован на Blues Music Awards в номинации «Исполнитель блюза, заслуживающий более широкого признания». Этот альбом продюсировал Рэнд Чорткофф и Финис Тасби вскоре стал фронтменом группы Чорткоффа The Mannish Boys, и оставался им вплоть до своей смерти, собрав в составе группы множество наград и гастролируя по всему миру. Кроме работы в The Mannish Boys, Тасби записал ещё два альбома, один, оказавшийся последним Snap! Your Fingers, в сотрудничестве с Кидом Андерсеном и ещё два в коллаборации. Кроме того, записывался как сайдмен с такими исполнителями как Rod Piazza & The Mighty Flyers, Уолтер Траут и Элвин Бишоп
В декабре 2012 года Финис Тасби перенёс инсульт, после которого так и не оправился, и умер в ноябре 2014 года в Ориндже.  
«С Тасби дело не только в голосе, но и в выборе. Кажется, у него идеальные инстинкты, когда нужна правильная интонация, чтобы выплеснуть определенную эмоцию из текста. Его тайминг и фразировка не имеют себе равных» 

## Дискография
- 1984: Blues Mechanic (Ace Records)
- 1995: People Don't Care (Shanachie Records)
- 1998: Jump Children! (Evidence Records)
- 2002: A Tribute to John Lee Hooker (Kon-Kord Records)
- 2005: What My Blues are All About (Electro-Fi Records)
- 2013: Snap! Your Fingers (Bluebeat Music)